# Revigny-sur-Ornain

Revigny-sur-Ornain este o comună în departamentul Meuse din nord-estul Franței. În 2010 avea o populație de 3.098 de locuitori.

## Evoluția populației
| An        | 1975  | 1982  | 1990  | 1999  | 2006  | 2010  |
| --------- | ----- | ----- | ----- | ----- | ----- | ----- |
| Populație | 4.077 | 4.054 | 3.528 | 3.660 | 3.261 | 3.098 |